# Tupopdan
Der Tupopdan (auch Tlipobdan) ist ein Berg im nördlichen Karakorum im pakistanischen Sonderterritorium Gilgit-Baltistan.

## Lage
Der Gipfel bildet mit einer Höhe von 6106 m (nach anderen Quellen 6125 m) den südwestlichen Abschluss der Ghujerab-Berge.
Der Tupopdan erhebt sich 12 km nordnordöstlich von Passu. An seiner Südwestflanke mündet der Shimshal in den Hunza. Der Tupopdan überragt die Talsohle um 3500 m.
4,35 km weiter nordwestlich befindet sich der 6055 m hohe Jurju Khona Shar.
Der Name des Berges bedeutet so viel wie „Ein Stück Sonne“. Andere Namen des Tupopdan sind – bezogen auf seine Ansicht von Süden, vom Ort Passu aus – Passu Cones („Passu-Kegel“) oder Passu Cathedral („Passu-Kathedrale“).

## Besteigungsgeschichte

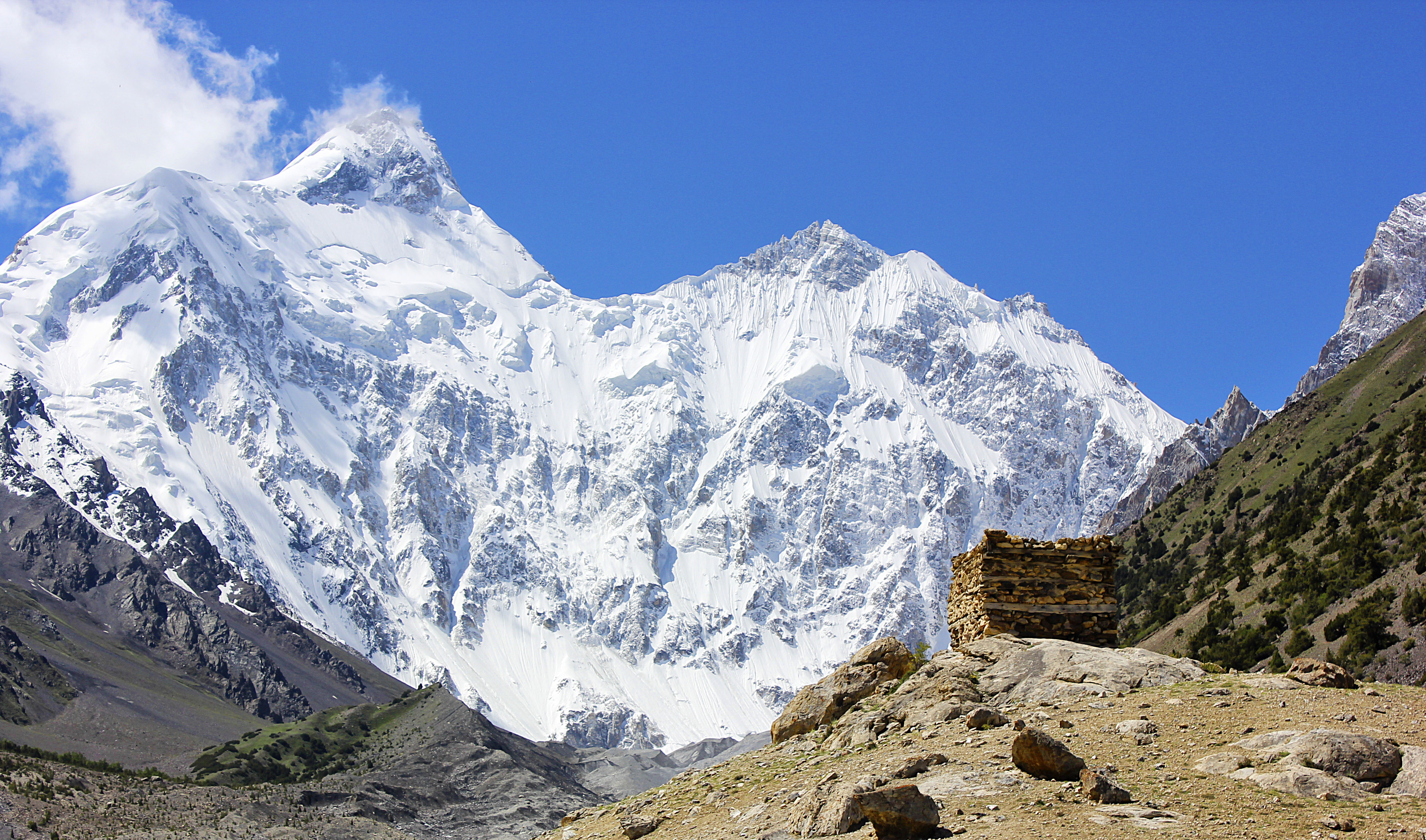
ein anderes Gesicht zeigt die Nordseite des Tupopdan

Der Tupopdan wurde im Jahr 1987 von einer fünfköpfigen britischen Expedition erstbestiegen. Andy Cave und John Stevenson erreichten am 6. Juli den Gipfel. Die Aufstiegsroute führte durch das Markhun-Tal zur Nordseite des Berges und über den Nordostgrat zum Gipfel.